# 阿爾亞茲塔
阿爾亞茲塔或特里格拉夫塔（Triglavski stolp）是位於斯洛文尼亞西北部特里格拉夫峰山頂的一座塔、同時作為風暴避難所和三角點使用。這座塔與特里格拉夫峰一同被視為斯洛維尼亞的地標和國家象徵。
該建築的設計者是來自上卡尼奧拉多維耶村的一位牧師積及·阿爾亞茲設計的，今天阿爾亞茲塔歸國家所有，由盧布爾雅那馬蒂卡高山俱樂部管理。

## 歷史
1895 年初，考慮到外國遊客對斯洛維尼亞山區旅遊的不斷增長，阿爾亞茲在他位於多維耶教區的住家地板上以粉筆繪製了一座圓柱形塔樓，並在塔頂加上了一面旗幟的設計圖。同年4月，他以一萊茵盾的價格從多夫耶市購買了特里格拉夫山頂的土地，獲得在該不動產上興建建築物的權利。阿爾亞茲前往盧布爾雅那附近的森特維德區，與安東·貝萊克（Anton Belec）一起用锌和钣金鋼板建造了阿爾亞茲塔的基礎部件。
1895年8月7日，阿爾亞茲和四名工人將塔的部件運送到特里格拉夫峰頂，僅用了五個小時就成功組裝了塔。當年8月22日，阿爾亞茲主持了在小圓圈內的開幕典禮和祝福儀式。
阿爾亞茲後來將這座避難所捐贈給斯洛維尼亞登山協會。初期，塔內配備有三把四腳椅子、登頂記錄器、靈爐以及馬爾科·佩恩哈特所繪製的《特里格拉夫全景圖》（The Triglav Panorama）。隨著時間的推移，登山家如阿洛茲·納菲爾克等人進行了多次重新粉刷和翻新小塔。
在共產時期，作為前南斯拉夫的最高點，阿爾亞茲塔被漆成紅色，並飾有一顆紅星。雖然有塗漆改動，但建築本身保留了原有的結構。這顆紅星在南斯拉夫解體解體前不久被移除。
1991年6月，斯洛維尼亞宣布獨立時，斯洛維尼亞國旗在阿爾亞茲塔上升起，象徵著國家的獨立。1999年10月5日，斯洛維尼亞政府宣佈該塔及其周邊地區為具有國家文化重要性的代表性遺址
。
2018年9月7日，阿爾亞茲塔被直升機從山頂拆卸進行修復，同年10月3日成功放回原處。

## 圖片

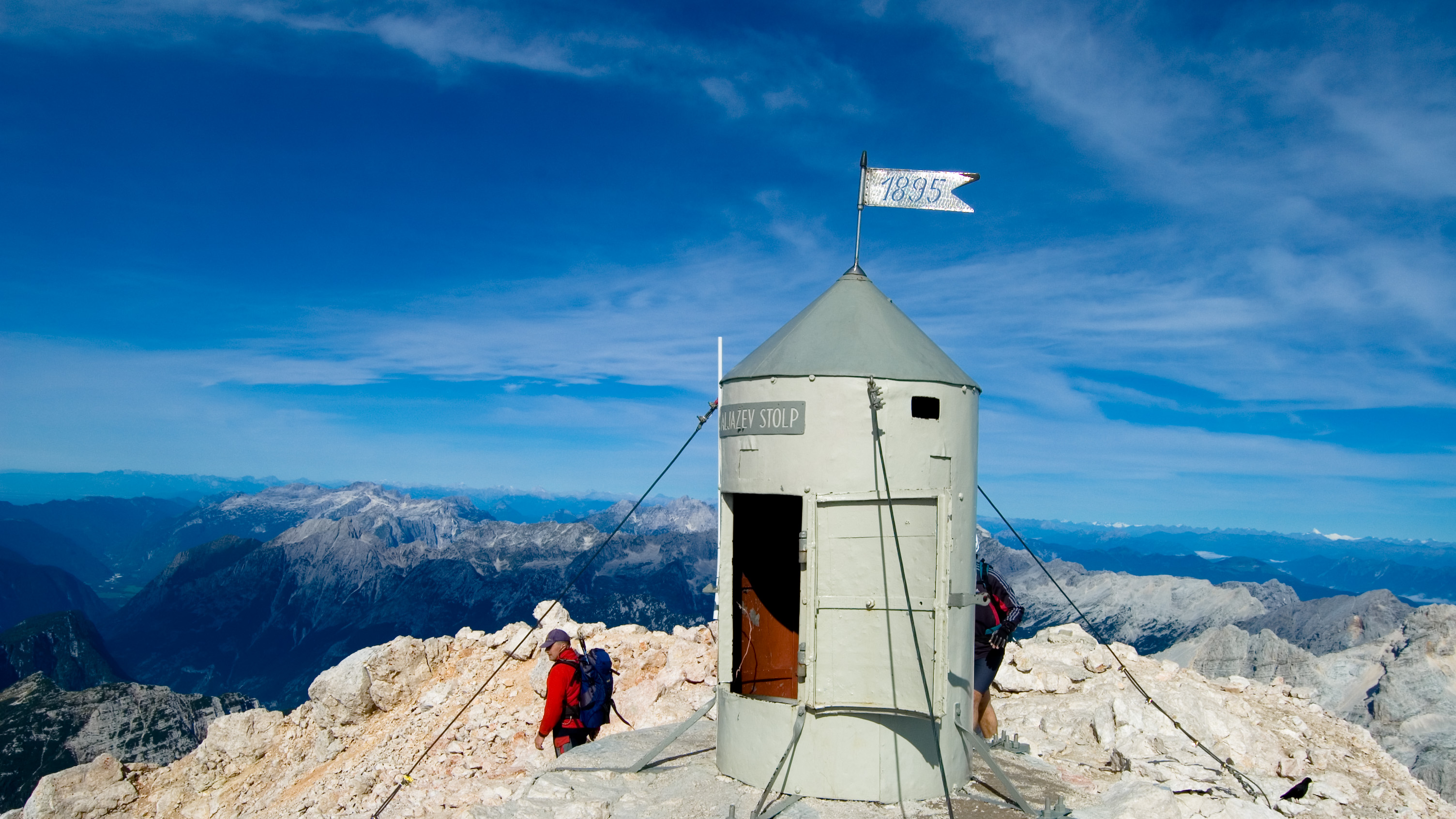
阿爾亞茲塔
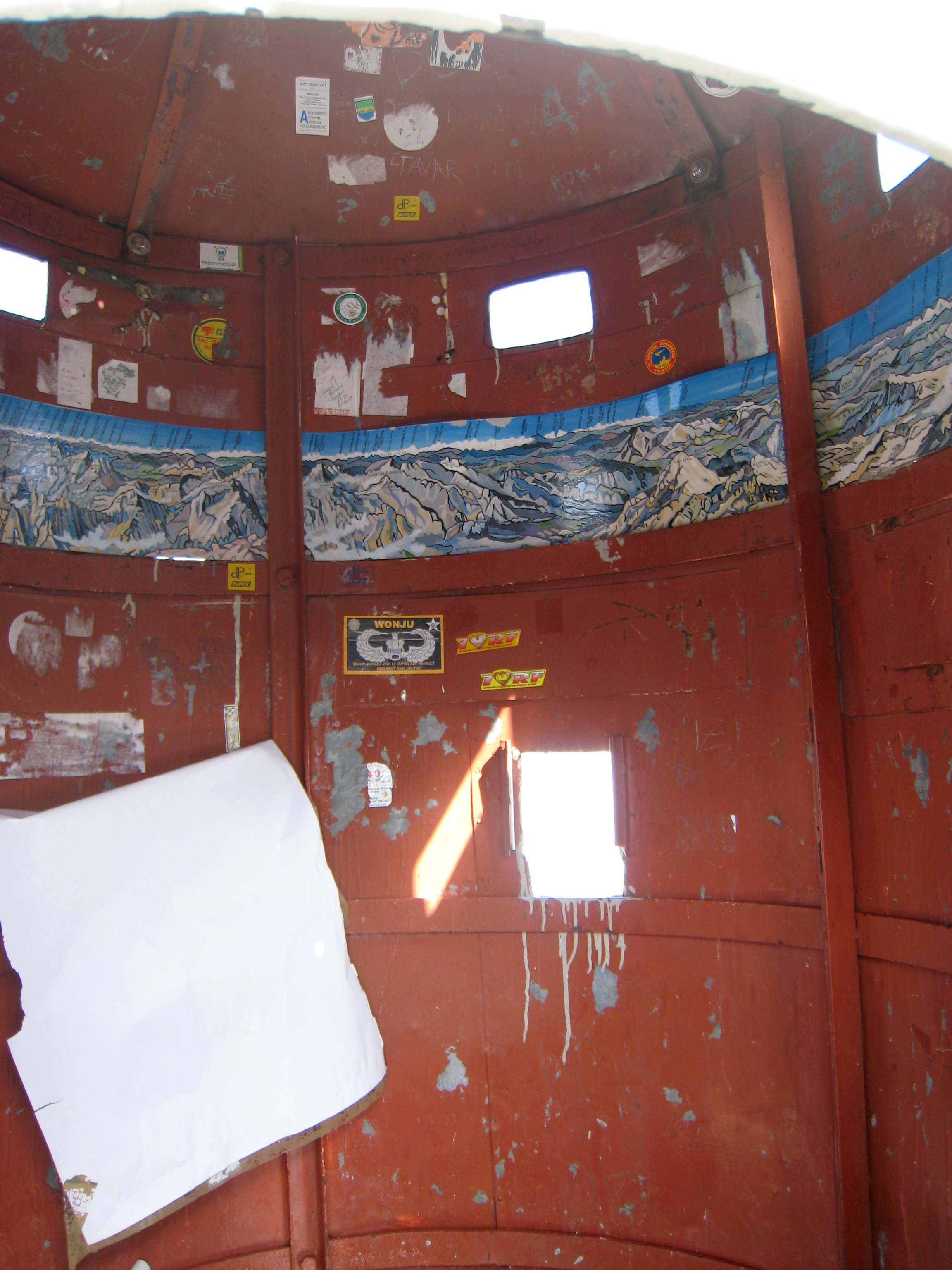
阿爾亞茲塔室內
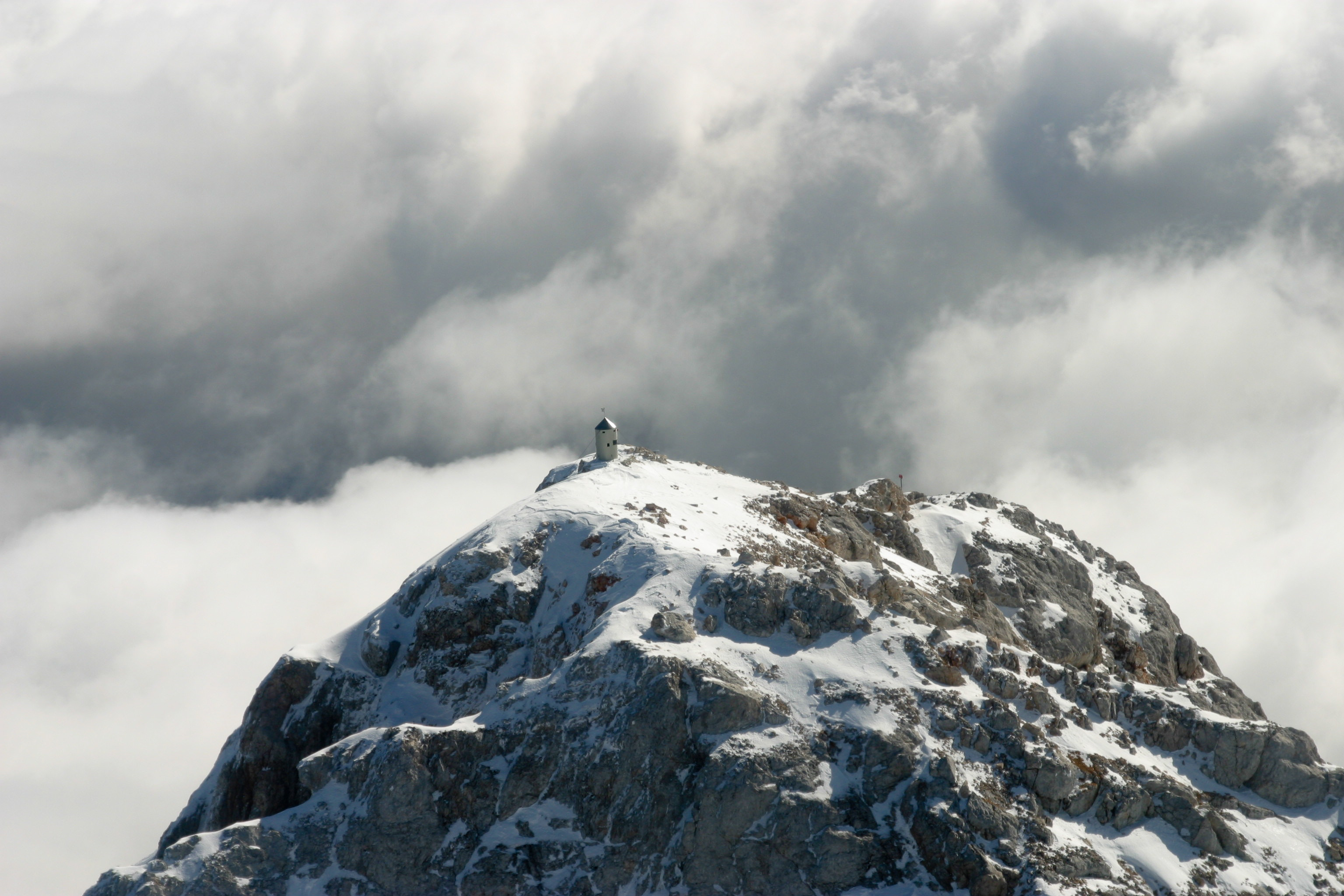
位於山頂的阿爾亞茲塔
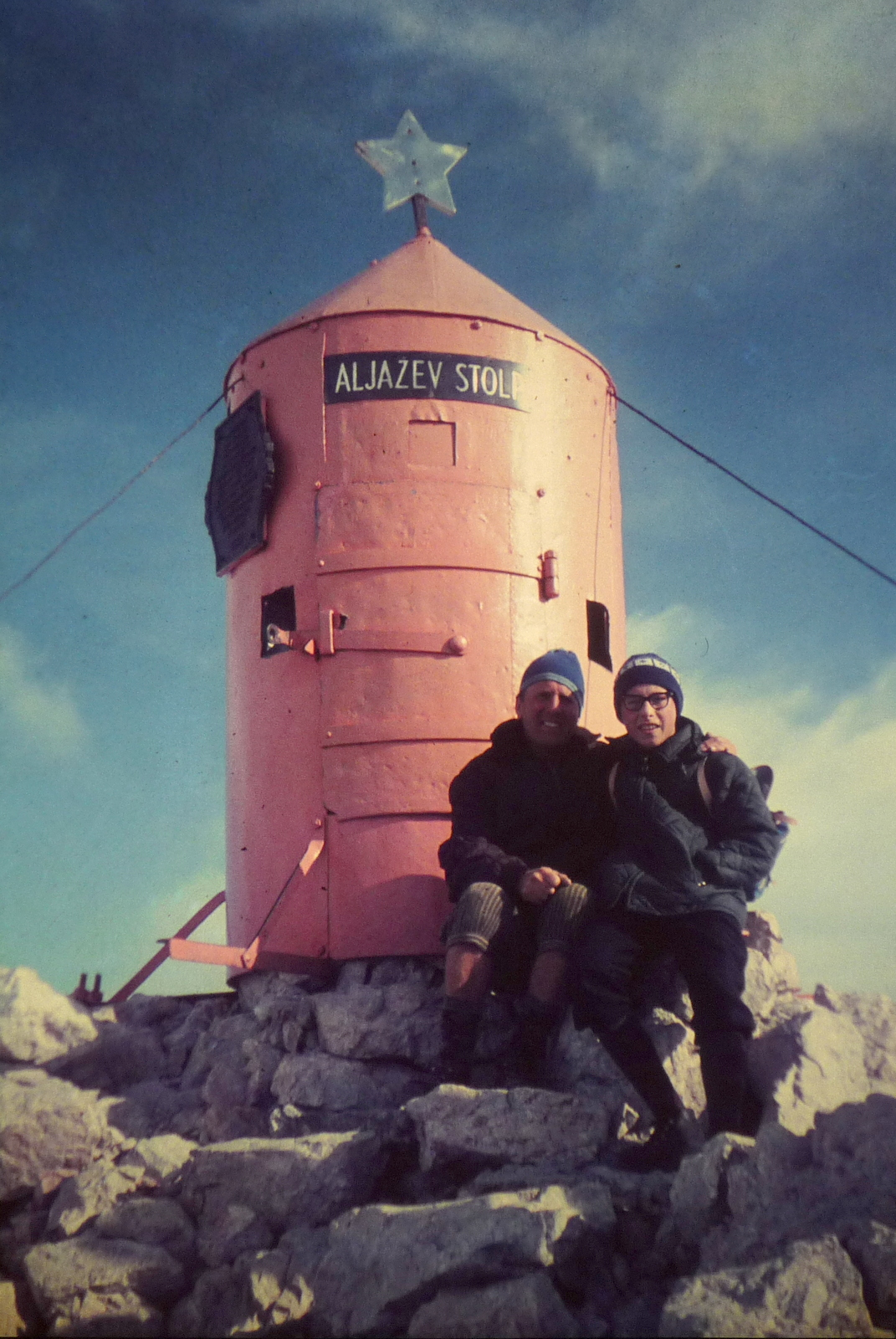
1968年的阿爾亞茲塔

## 外部連結
- Picture/panorama Peak of Triglav （页面存档备份，存于）. Virtual panorama.
- 维基共享资源上的相關多媒體資源：阿爾亞茲塔